# Borea (cacciatorpediniere 1903)
Il Borea è stato un cacciatorpediniere della Regia Marina.

## Storia
Dopo pochi anni di servizio, nel 1910, l'unità, come del resto tutte le navi gemelle, fu sottoposta a radicali lavori di modifica: l'alimentazione delle caldaie, inizialmente a carbone, divenne a nafta, mentre l'armamento vide la sostituzione dei cannoni da 57 mm con 4 pezzi da 76/40, e dei quattro tubi lanciasiluri da 456 mm con altrettanti da 450 mm. Anche la sagoma della nave fu profondamente modificata: dai due corti e tozzi fumaioli esistenti si passò a tre fumaioli di minori dimensioni e forma più snella.
Inquadrata nella IV Squadriglia Cacciatorpediniere (Turbine, Nembo, Aquilone), la nave prese parte alla guerra italo-turca, venendo inviata in Egeo il 12 luglio 1912.
Alle 4 antimeridiane del 14 luglio salpò da Stampalia, insieme al capoclasse Nembo ed all'incrociatore corazzato Vettor Pisani, per fornire appoggio alla formazione di torpediniere (Spica, Climene, Perseo, Astore e Centauro) destinata al forzamento dello stretto dei Dardanelli, che avvenne – ritardato causa il maltempo – quattro giorni più tardi, il 18 luglio.
Nel 1914-1917, a seguito di ulteriori modifiche, sulla nave furono installate le attrezzature necessarie a posare mine.
All'entrata dell'Italia nella prima guerra mondiale il Borea faceva parte della V Squadriglia Cacciatorpediniere, di base a Taranto, che formava unitamente ai gemelli Turbine, Nembo, Espero ed Aquilone. Comandava la nave il capitano di corvetta Pontremoli.
Nella notte tra il 23 ed 24 maggio 1915, il giorno stesso della dichiarazione di guerra, rimorchiò al largo di Cattaro il sommergibile Nereide, che si pose quindi in agguato.
Nel pomeriggio del 6 dicembre 1915 la nave, al comando del capitano di corvetta Arese, lasciò Taranto insieme agli esploratori Quarto e Pepe, all'incrociatore ausiliario Città di Catania, ai posamine Minerva e Partenope ed ai cacciatorpediniere Abba, Nievo e Nullo per scortare a Valona un convoglio (trasporti truppe Dante Alighieri, America, Indiana, Cordova e trasporto militare Bengasi) con a bordo 400 ufficiali, 6300 tra sottufficiali e soldati e 1200 cavalli: il convoglio giunse a destinazione alle 8 del 7 dicembre.
Nell'ottobre 1916 il Borea, insieme ai cacciatorpediniere Ascaro, Nembo e Garibaldino ed a 4 torpediniere, fornì protezione ed appoggio alle unità – incrociatore corazzato Francesco Ferruccio e piroscafi Choising, Polcevera, Ausonia e Bulgaria – destinate allo sbarco ed all'occupazione di Santi Quaranta, in Albania. Alle 5:15 del 2 ottobre quattro plotoni di marinai, un reparto di minatori ed uno da spiaggia del Ferruccio sbarcarono occupando rapidamente la località, dato che i 32 componenti il presidio greco non poterono che ritirarsi dopo aver protestato. Dopo aver sbarcato un battaglione di fanteria ed uno squadrone di cavalleria, alle 16 del 2 ottobre i piroscafi salparono per Valona ove imbarcarono altre truppe; il 3 ottobre Polcevera ed Ausonia sbarcarono una batteria someggiata ed un secondo squadrone di cavalleria, ed il 4 l'operazione fu completata con lo sbarco, dal Choising e dal Bulgaria, di un altro battaglione di fanteria e di un terzo squadrone di cavalleria.
La perdita del Borea si colloca in un'azione secondaria della battaglia del Canale d'Otranto. Alle dieci del mattino del 14 maggio 1917, infatti, il cacciatorpediniere salpò da Gallipoli per scortare a Valona un convoglio formato dai piroscafi Bersagliere, Carroccio e Verità. Verso le 3:30 del giorno successivo, poco dopo un'accostata per 310° per fare rotta su Valona, da bordo dell'unità furono avvistati due cacciatorpediniere sconosciuti: si trattava degli austro-ungarici Csepel e Balaton, inviati ad attaccare convogli italiani come azione diversiva di un attacco contro lo sbarramento del canale d'Otranto da parte degli esploratori Saida, Helgoland e Novara; le due navi nemiche avevano avvistato il convoglio italiano già alle 3:06 – ora austriaca, differente da quella italiana – e stavano dirigendo per attaccarlo. Ridottesi le distanze a circa 1 000 metri, il Borea, ancora incerto sull'identità delle due navi, effettuò i segnali di riconoscimento, ma per tutta risposta lo Csepel iniziò a sparare: la nave italiana, a quel punto, manovrò per attaccare col siluro l'unità austriaca. Tuttavia il tiro della nave avversaria, ben centrato, fece dapprima scoppiare una condotta del vapore, immobilizzando il Borea, poi colpì il cacciatorpediniere italiano con due proiettili in corrispondenza della linea di galleggiamento: il Borea iniziò a sbandare. Nel frattempo il Balaton attaccò i mercantili del convoglio: Carroccio e Verità furono incendiati ed abbandonati dagli equipaggi (il primo affondò più tardi, mentre il secondo poté rientrare in porto), mentre il Bersagliere, lievemente danneggiato, riuscì a fuggire. Il Borea fu poi colpito ancora, a prua. Alle 3:45, conclusosi lo scontro, le due unità austriache si allontanarono, mentre il cacciatorpediniere italiano, ormai agonizzante, dovette essere abbandonato dall'equipaggio: irrimediabilmente danneggiato, il Borea andò a fondo alle 5:20 del 15 maggio.
Le perdite tra l'equipaggio della nave ammontarono ad 11 morti e 12 feriti.